# Trachycardium magnum
Trachycardium magnum är en musselart som först beskrevs av Carl von Linné 1758.  Trachycardium magnum ingår i släktet Trachycardium och familjen hjärtmusslor. Inga underarter finns listade i Catalogue of Life.